# Сеавер, Кристиан
Кри́стиан Се́авер (эст. Kristjan Seaver; 1898—1941) — эстонский советский политик, первый председатель Таллинского горисполкома (первый градоначальник Таллина со времён установления советской власти в Эстонии).

## Биография
Сеавер активно участвовал в Октябрьской революции, руководил становлением советской власти в уезде Харьюмаа и национализацией предприятий. 1 декабря 1924 попытался организовать безуспешную попытку переворота в стране. В сентябре 1925 года арестован и приговорён к пожизненному лишению свободы. Освобождён после присоединения Эстонии к СССР: 21 июня 1940 толпа ворвалась в Таллинскую тюрьму и буквально вынесла ослабленного Сеавера на руках.
В 1940 году Сеавер был включён в состав Таллинского городского исполкома Совета народных депутатов, с 17 января 1941 и вплоть до сентября — его председатель (градоначальник Таллина). После начала Великой Отечественной войны спешно покинул город, но при попытке эвакуации 28 сентября 1941 погиб, утонув в Финском заливе, когда корабль Балтийского флота, эсминец «Яков Свердлов», был торпедирован подводной лодкой и затонул.